# Neutrontemperatur
Neutronetemperatur, også kaldet neutronenergi, indikerer et frit neutrons kinetiske energi, normalt opgivet i elektronvolt. Begrebet temperatur anvendes, da varme, termiske og kolde neutroner modereres i et medium med en vis temperatur. Fordelingen af neutronets energi tilpasses da Maxwell-Boltzmanns fordelingslov kendt for termisk bevægelse. Kvalitativt, jo højere temperatur, jo højere er den kinetiske energi for det frie neutron. Neutronets kinetiske energi, hastighed og bølgelængde er knyttet gennem de Broglie-bølgelængde.
| Fysik | Spire Denne artikel om fysik er en spire som bør udbygges. Du er velkommen til at hjælpe Wikipedia ved at udvide den. |